# Markgrafenwald
Der Markgrafenwald ist ein 584,5 m ü. NHN hoher bewaldeter Berg im Odenwald in der Gemarkung Mülben der Gemeinde Waldbrunn im Neckar-Odenwald-Kreis in Baden-Württemberg. Er ist der fünfthöchste Berg im Odenwald und nach dem Katzenbuckel (626 m) der zweithöchste Berg im Neckar-Odenwald-Kreis. 
Der Markgrafenwald liegt im Südosten des Buntsandstein-Odenwalds, wo die als Winterhauch bekannte Hochfläche zwischen Waldbrunn, Amorbach und Buchen eine Reihe der höchsten Odenwaldgipfel vereinigt, besonders in ihrem Südwesten, in der Umgebung des Katzenbuckels. 
Im Markgrafenwald gipfelt ein nach Nordwesten gerichteter und dicht bewaldeter rund vier Kilometer langer Abzweig von der Kammlinie der Hochfläche. Nach Südwesten fällt der Abzweig steil zum Höllbach und im Norden und Nordosten ebenso steil zum Reisenbach ab. Jenseits des Reisenbachs, nur gut drei Kilometer nach Norden, liegt der nächsthöchste Gipfel des Winterhauchs, der Hart (581 m).
Der Gipfel des Markgrafenwalds liegt rund 1,3 km nördlich von Mülben und ist von diesem 497 m hoch gelegenen Ort aus über die Markgrafenstraße zu erreichen. Gut 2 km nordwestlich des Gipfels und wenige hundert Meter vor dem Ende des Plateaus, das in den amtlichen Kartenwerken ausdrücklich als Winterhauch benannt ist und als Nebengipfel des Markgrafenwalds eine Höhe von 544,5 m ü. NHN erreicht, liegt das Jagdschloss Max-Wilhelmshöhe.